# Эбни-Гастингс, Саймон, 15-й граф Лаудон
Саймон Майкл Эбни-Гастингс, 15-й граф Лаудон (англ. Simon Michael Abney-Hastings, 15th Earl of Loudoun; род. 29 октября 1974 года) — британский аристократ, проживающий в Австралии и являющийся нынешним обладателем древнего шотландского дворянского титула графа Лаудона. С 2002 по 2012 год он носил титул учтивости — лорд Мохлин.
Он мог бы стать законным королем Англии, если бы утверждения документального фильма 2004 года «Настоящий монарх Великобритании» были правдой; за исключением Джорджа Плантагенета, герцога Кларенса, предка графа Лаудона, через которого было подано исковое заявление, потерпело поражение, что касалось его потомства и которое так и не было отменено. Королевство Англии прекратило свое существование 1 мая 1707 года, и легитимность преемственной британской монархии основывается на полномочиях парламента в Акте о престолонаследии 1701 года.

## Биография
Родился 29 октября 1974 года. Старший сын Майкла Эбни-Гастингса, 14-го графа Лаудона (1942—2012), и Ноилин Маргарет (урожденная Мак-Кормик) (? — 2002).
30 июня 2012 года после смерти своего отца Саймон Майкл Эбни-Гастингс унаследовал титулы 15-го графа Лаудона, 15-го лорда Тарринзена и Мохлина, 16-го лорда Кэмпбелла из Лаудона. Он проживает в Вангаратте и Мельбурне, штат Виктория (Австралия).
- Наследственный губернатор / Патрон — Repton School Collage, графство Дербишир
- Патрон — Музей Эшби де ла Зуш
- Патрон — Друзья церкви Лаудон
- Президент — Совет управляющих, Сент-Эндрюс Скорая помощь Австралия
- Патрон — Мельбурнские Высокогорные игры, Австралия. (Официально Игры Рингвуд Хайленд)
- Патрон — Австралийская монархическая лига, Филиал в Виктории
- Патрон — Клан Кэмпбелл Общества Австралии
- Патрон — Общество полей сражений Барнета 1471
- Патрон — Совет Дня Австралии — Виктория, Австралия
- Защитник — орден Святого Фомы Акрского, Орден Святого Фомы Акрского
- Полковник Кентукки 2022 — Высшая награда Содружества Кентукки США
- Уважаемый друг музея Лаудона, Лисбург, округ Лаудон, Виргжиния, США

Предполагаемым наследником титула является брат нынешнего владельца, Достопочтенный Маркус Уильям Эбни-Гастингс (род. 1981).

## Происхождение
Через свою бабушку Барбару Хадлстон Эбни-Гастингс, 13-ю графиню Лаудон (1919—2002), он является прямым потомком и наследником Джорджа Плантагенета, 1-го герцога Кларенса, брата королей Англии Эдуарда IV и Ричарда III.

## Королевство
В 2004 году документальный фильм «Настоящий монарх Великобритании», транслировавшийся на канале 4 в Соединённом королевстве, повторил утверждение о том, что отец графа, старший потомок Джорджа Плантагенета, 1-го герцога Кларенса (1449—1478), был законным королем Англии. Этот аргумент включает в себя утверждение, что король Англии Эдуард IV был незаконнорожденным . Граф после смерти своего отца стал бы законным монархом Англии в соответствии с этим альтернативным путем наследования, а не Елизавета II. Это претензия на трон Англии, но не всего Соединённого королевства, поскольку английская линия присоединилась к линии Шотландии в 1603 году после заключения брака Маргарет Тюдор с королём Шотландии Яковом IV Стюартом.